# Mitterndorf an der Fischa
Mitterndorf an der Fischa osztrák község Alsó-Ausztria Badeni járásában. 2022 januárjában 3059 lakosa volt. 

## Elhelyezkedése

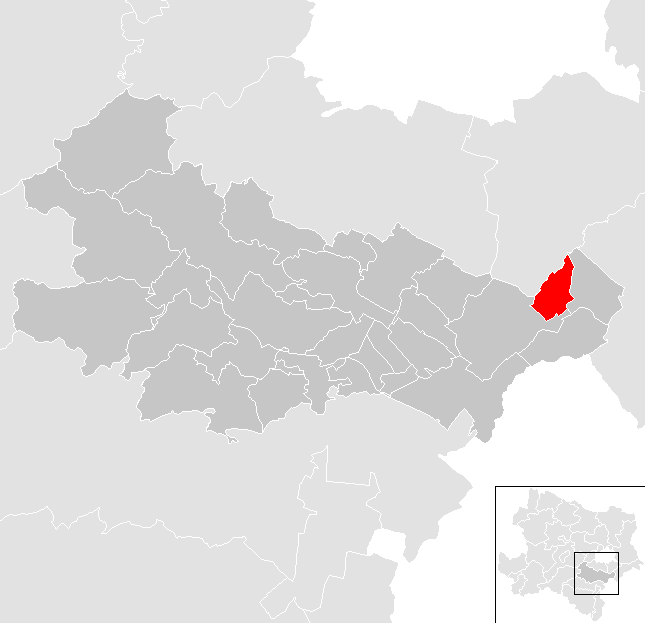
Mitterndorf an der Fischa a Badeni járásban

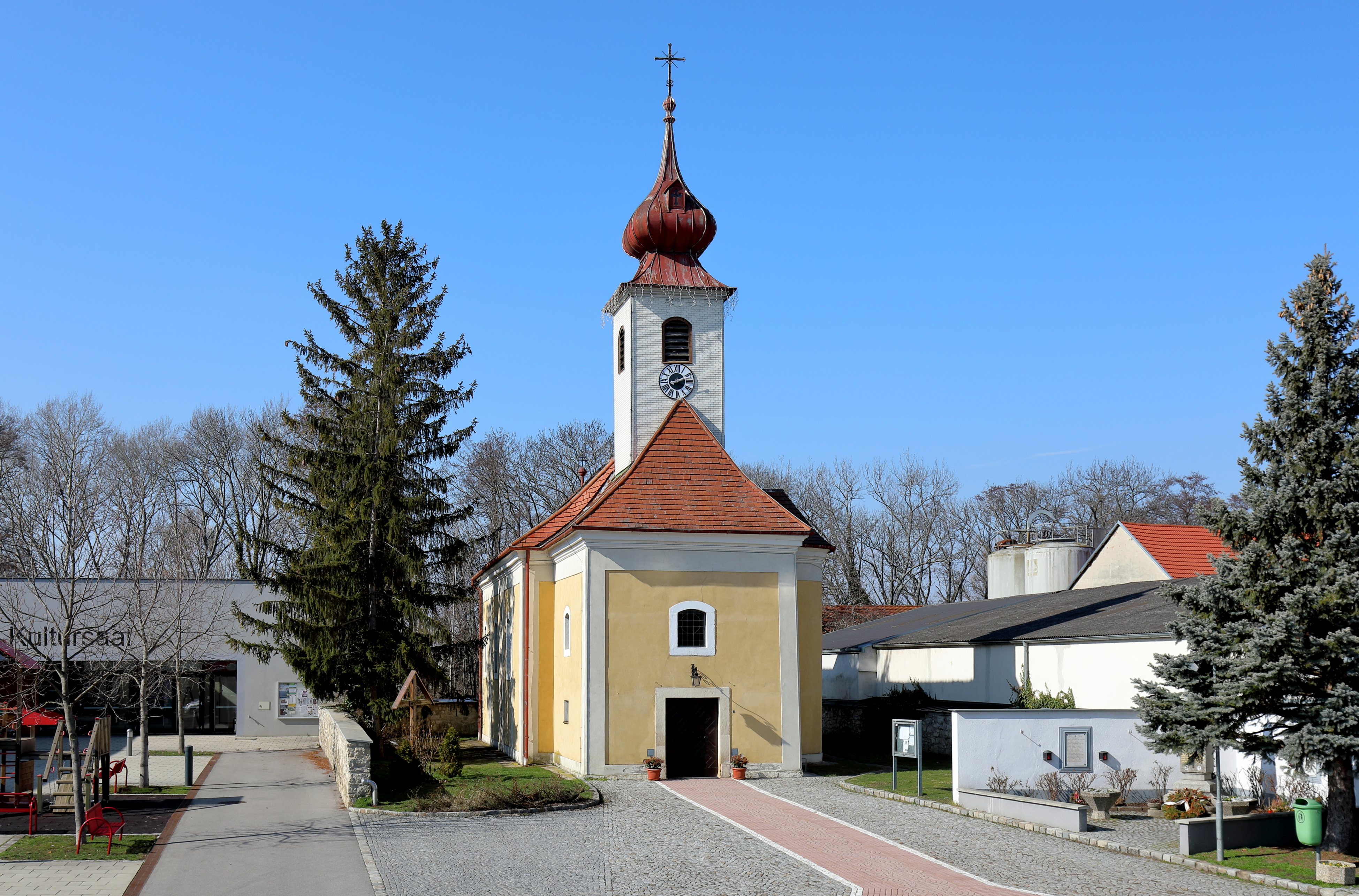
A Szt. Katalin-plébániatemplom

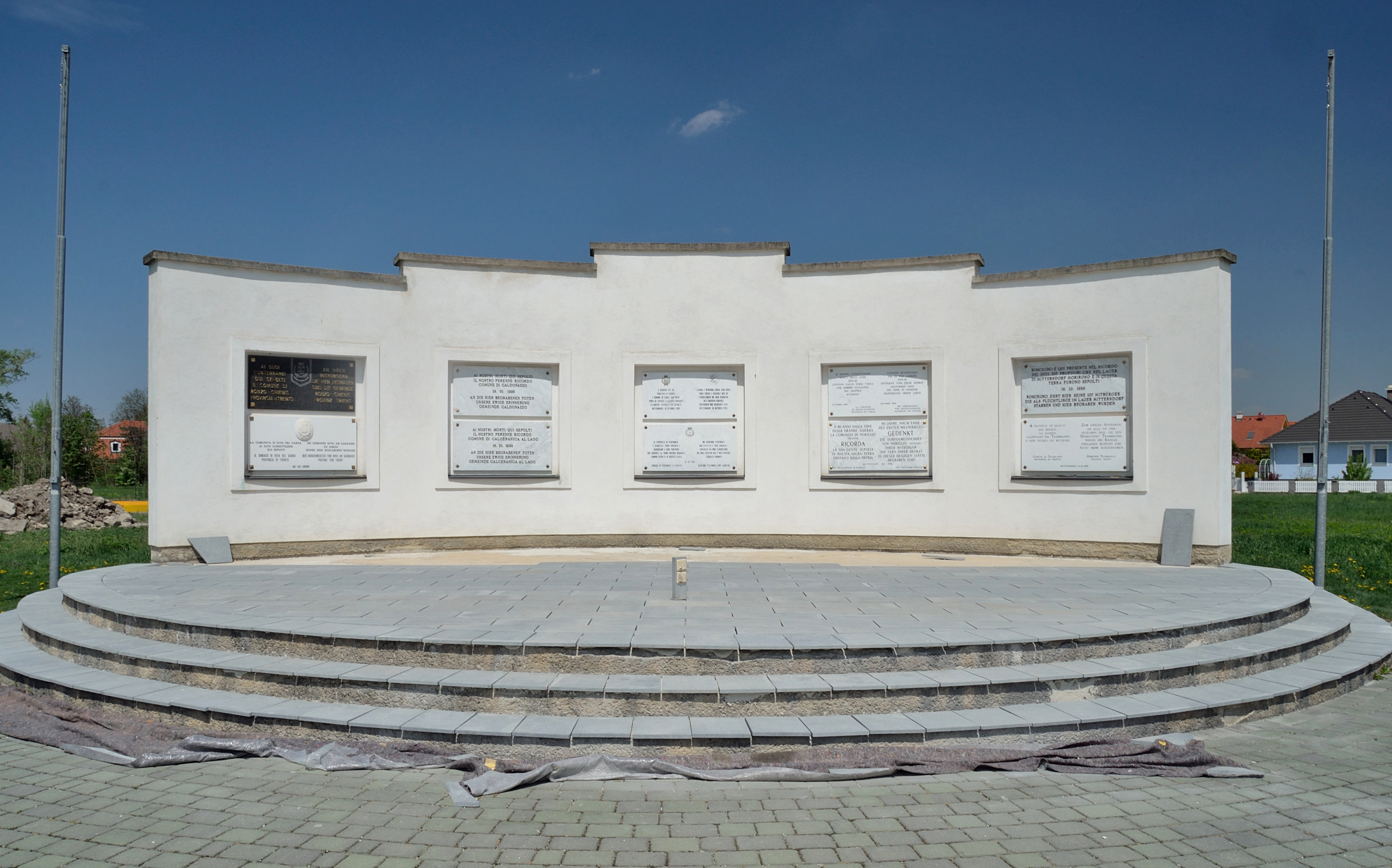
A menekülttábor emlékműve

Mitterndorf an der Fischa a tartomány Industrieviertel régiójában fekszik, a Fischa folyó mentén, a Bécsi-medencében. Területének 3,9%-a erdő, 80,3% áll mezőgazdasági művelés alatt. Az önkormányzathoz csak két település tartozik: Mitterndorf an der Fischa és Neumitterndorf. A fő településsel szorosan egybeépült Mitterndorfsiedlung, amely azonban Moosbrunn község területén fekszik.  
A környező önkormányzatok: keletre Reisenberg, délnyugatra Ebreichsdorf, északnyugatra Moosbrunn, északra Gramatneusiedl.

## Története
Mitterndorfot 1160-ban említik először, akkor egy bizonyos Luitpold volt a földesura. A következő évszázadokban a falut többször elpusztították vagy lakatlanná vált. 1325-ben kápolna épült a településen, amely 1407-ben plébániatemplomi rangot kapott, de az egyházközség 1505-ben ismét beleolvadt Unterwaltersdorféba. 16015-ben a Cavriani család szerezte meg, amely a feudális birtokrendszer 1848-as felszámolásig meg is tartotta a falut (fekete-ezüst címerük máig a község címerének alapját képezi). 1773-ban Mitterndorf ismét önálló egyházközséggé vált, renovált temploma is ekkor nyerte el mai külsejét. 
A 19. század első felében egy damasztszövő üzemet alapítottak a Fischa mentén, ennek utódját csak az 1990-es években zárták be. 1871-ben elkészült a pottendorfi vasút, amelyen megnyílt a Mitterndorf-Moosbrunn állomás is. Az első világháborúban a textilgyár használaton kívüli épületeibe menekülteket költöztettek; később barakkokat építettek mintegy 13 ezer, főleg dél-tiroli menekültnek. 
A Mitterndorf an der Fischa nevet 1917-ben kapta a község. Az 1938-as Anschluss után megalakult a környező önkormányzatokat bekebelező Nagy-Bécs, amely egészen Mitterndorfig ért (az északra fekvő Moosbrunnt és Gramatneusiedlt hozzá is csatolták a főváros 23. kerületéhez; 1945-ben visszaállították a korábbi állapotot). Neumitterdorfot az 1930-as évek végén alapították. 1943-ban két gyakorlatozó repülőgép összeütközött és egy trafikra zuhant; a balesetben többen meghaltak. 

## Lakosság
A Mitterndorf an der Fischa-i önkormányzat területén 2021 januárjában 3059 fő élt. A lakosságszám 1951 óta dinamikusan gyarapodó tendenciát mutat. 2020-ban az ittlakók 85,1%-a volt osztrák állampolgár; a külföldiek közül 2,4% a régi (2004 előtti), 7,1% az új EU-tagállamokból érkezett. 4,3% az egykori Jugoszlávia (Szlovénia és Horvátország nélkül) vagy Törökország, 1% egyéb országok polgára volt. 2001-ben a lakosok 65%-a római katolikusnak, 3,6% evangélikusnak, 1% ortodoxnak, 4,2% mohamedánnak, 21,3% pedig felekezeten kívülinek vallotta magát. Ugyanekkor a legnagyobb nemzetiségi csoportokat a németek (88,1%) mellett a törökök (2,9%) és a magyarok (2,7%, 39 fő) alkották.
A népesség változása:

| 2016 | 2 469 |
| 2018 | 2 685 |

## Látnivalók
- a Szt. Katalin-plébániatemplom
- az autó- és motormúzeum

## Testvértelepülések
- Vallarsa (Olaszország)

## Fordítás
- Ez a szócikk részben vagy egészben  a   Mitterndorf an der Fischa című német Wikipédia-szócikk ezen változatának fordításán alapul.  Az eredeti cikk szerkesztőit annak laptörténete sorolja fel. Ez a jelzés csupán a megfogalmazás eredetét és a szerzői jogokat jelzi, nem szolgál a cikkben szereplő információk forrásmegjelöléseként.